# Yarala
Yarala é um gênero de mamíferos fósseis que se assemelham aos bandicoots contemporâneos. A superfamília Yaraloidea e a família Yaralidae foram criadas após a descoberta da espécie-tipo Yarala burchfieldi em 1995, com base na ausência de sinapomorfias que unam todos os outros táxons peramelemórficos.
Uma segunda espécie foi descrita em 2006, que se sugere ser ancestral de Y. burchfieldi.